# Mangosta cuacurta de Hose
La mangosta cuacurta de Hose (Urva brachyura hosei) és una subespècie de mangosta cuacurta, que de vegades es considera com a espècie, la Urva hosei. Només se la coneix per un únic espècimen, una femella adulta trobada el 1893 al districte de Baram, a Sarawak, Malàisia. A part de tenir el pèl castany rogenc curt, urpes rectes i més primes, i el crani més petit amb l'apòfisi coronoide del maxil·lar inferior menys arrodonit, s'assembla a altres subespècies de mangosta cuacurta.